# The Mix Tape
The Mix Tape – siódmy solowy album KRS-ONE. Utwór "Ova Here" jest dissem na Nelly.

## Lista utworów
| #  | Tytuł                          | Producent               | Wykonawca          |
| -- | ------------------------------ | ----------------------- | ------------------ |
| 1  | "Ova Here"                     | Da Beatminerz           | KRS-One            |
| 2  | "Things Is About To Change"    | Creative Minds Combined | KRS-One            |
| 3  | "Splash"                       | A-Sharp, Pleasure King  | KRS-One            |
| 4  | "Kim-O/Steph-Lover Shout-Outs" |                         | Kim-O, Steph-Lover |
| 5  | "Down The Charts"              | Creative Minds Combined | KRS-One            |
| 6  | "Priest Shout-Outs"            |                         | Priest             |
| 7  | "The Message 2002"             | Inebriated Beats        | KRS-One            |
| 8  | "Kreditz"                      |                         | *Interlude*        |
| 9  | "Stop It"                      | KRS-One                 | KRS-One, Mad Lion  |
| 10 | "Problemz"                     | Inebriated Beats        | KRS-One            |
| 11 | "Deejay Red Alert Shout-Outs"  |                         | Red Alert          |
| 12 | "Ova Here (Remix)"             | Tine E Tim              | KRS-One            |
| 13 | "Preserve The Kulture"         | BJ Wheeler              | KRS-One            |